# Manitowoc (Wisconsin)
Manitowoc – miasto w hrabstwie Manitowoc w stanie Wisconsin, USA. Jest siedzibą administracyjną hrabstwa. Według spisu z 2010 r. 33 736 mieszkańców. Położone jest nad jeziorem Michigan, przy ujściu rzeki Manitowoc River.

## Historia
W 1820 roku w okolicy miasta pojawił się pierwszy osadnik. W 1835 roku prezydent Andrew Jackson zezwolił na handel gruntami w tamtym rejonie.
5 września 1962 roku na jedną z głównych ulic miasta spadł ważący ponad 9 kg fragment radzieckiego satelity Korabl-Sputnik 1 (często nazywanego w mediach Sputnik 4).

## Demografia

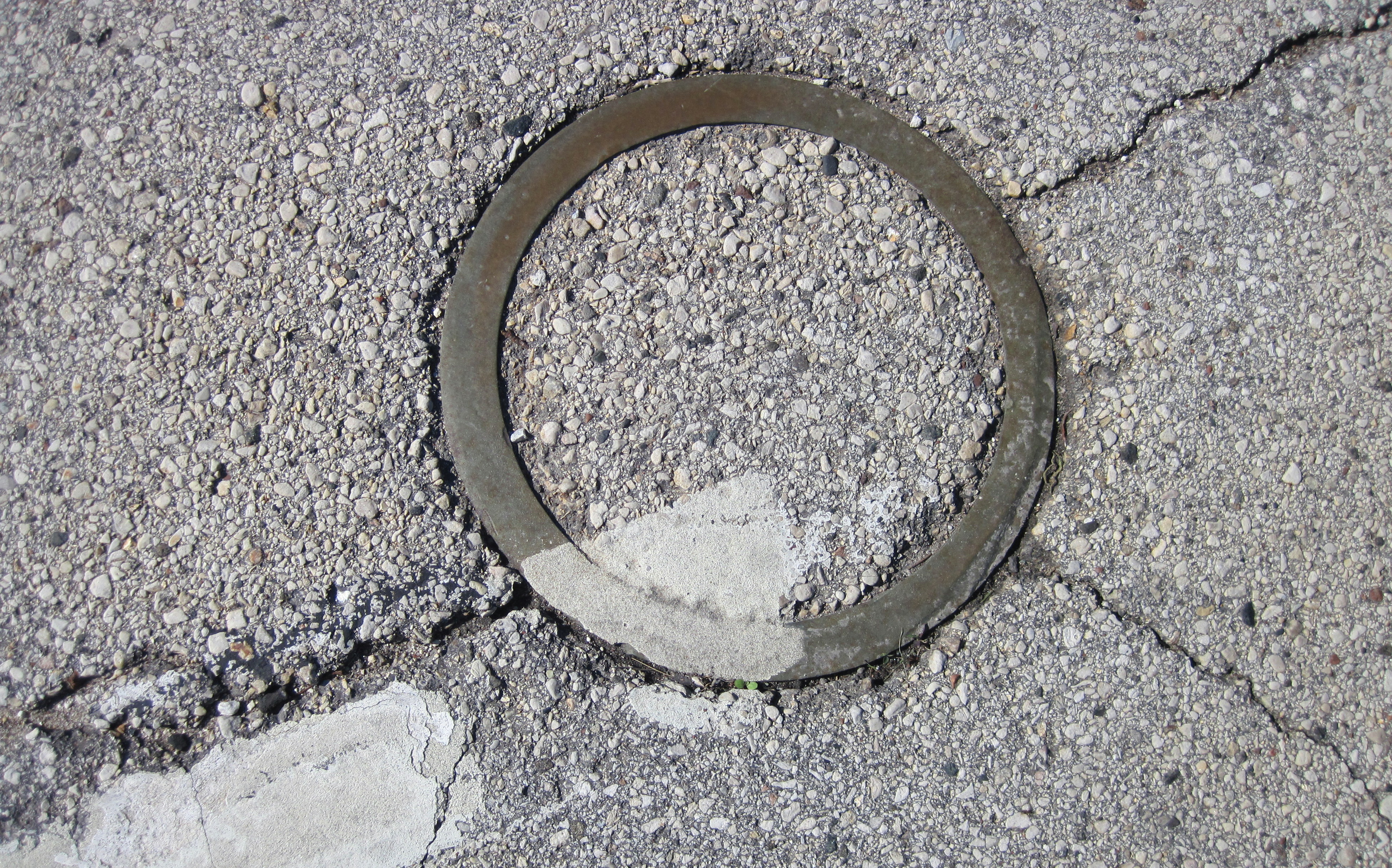
Dysk oznaczający miejsce upadku satelity Korabl-Sputnik 1

W 2010 roku w mieście Manitowoc mieszkało 33 736 mieszkańców tworzących 14 623 gospodarstwa domowe. Biali stanowili 89,9% populacji, Azjaci 4,6%, Afroamerykanie 1,0% inni 4,5%.